# Prvenstvo Anglije 1963
Prvenstvo Anglije 1963 v tenisu.

## Moški posamično
Chuck McKinley :  Fred Stolle, 9-7, 6-1, 6-4

## Ženske posamično
Margaret Smith :  Billie Jean King, 6-3, 6-4

## Moške dvojice
Rafael Osuna /  Antonio Palafox :  Jean-Claude Barclay /  Pierre Darmon, 4–6, 6–2, 6–2, 6–2

## Ženske dvojice
Maria Bueno /  Darlene Hard :  Robyn Ebbern /  Margaret Smith, 8–6, 9–7

## Mešane dvojice
Margaret Smith  /  Ken Fletcher :  Darlene Hard /  Bob Hewitt, 11–9, 6–4